# Ty Simpkins
Ty Keegan Simpkins, född 6 augusti 2001 i New York, är en amerikansk skådespelare. Hans syster Ryan Simpkins är också skådespelare.
Simpkins har bland annat medverkat i filmerna Jurassic World från 2015, Insidious: The Last Key från 2018, Avengers: Endgame från 2019 och The Whale från 2022. År 2023 spelade han en av huvudrollerna i Insidious: The Red Door.

## Filmografi (i urval)
- 2015 – Jurassic World
- 2018 – Insidious: The Last Key
- 2019 – Avengers: Endgame
- 2022 – The Whale
- 2023 – Insidious: The Red Door